# Дисилица (река)
Дисилица или Добринищката река се намира в Южна България, област Благоевград, община Банско, десен приток на река Места, на която е разположен град Добринище. Дължината ѝ е 21 km.
Реката извира от Дисилишкото езеро (на 2367 m н.в.), разположено в Полежанския циркус на Пирин. След 10 km приема основния си приток Плешката река на 1148 m н.в., която води началото си от Плешкото езеро (на 2308 m н.в.) в Плешкия циркус.
Двете реки протичат на север-североизток в дълбоки и залесени долини. След съединяването на двете реки характерът на долината ѝ се запазва до град Добринище. Реката минава през източната част на града, завива на изток и отново на протежение от 5 km тече в дълбока долина. Влива се отдясно в река Места на 705 m н.в., точно до моста на шосето за село Елешница.
Площта на водосборния басейн на реката е 57 km2, което представлява 1,65% от водосборния басейн на река Места.
Река Буковец се влива в Дисилица отляво, в североизточния край на град Добринище.
Град Добринище е единственото населено място по течението на реката. На река Дисилица в средното ѝ течение е разположена хижа „Гоце Делчев“.
Малка част от водите на реката в долното ѝ течение се използват за напояване.
По долината в най-долното ѝ течение на протежение от 4,4 km от Добринище до разклона за село Елешница преминава участък от второкласен път № 19 от Държавната пътна мрежа Симитли – Гоце Делчев – КПП „Илинден“.
Основни притоци: → ляв приток, ← десен приток:
- → Плешка река
- → Плешиво езеро
- → Буковец

## Топографска карта
- Лист от карта K-34-84. Мащаб: 1 : 100 000.